# Plantacjocen
Ten artykuł opisuje teorie, metody lub czynności niezgodne ze współczesną wiedzą naukową.
Plantacjocen – alternatywna naukowa koncepcja wobec terminów takich jak antropocen, kapitalocen, czy chthulucen, określająca niszczycielską transformację różnych rodzajów gospodarstw rolnych, pastwisk, lasów, czy plantacji, zarządzanych przez ludzi oraz przekształcanych w wydobywcze i zamknięte ośrodki, polegające na pracy niewolniczej i wyzyskującej, a w szczególności transportowanej przestrzennie.

## Historia pojęcia i etymologia
Koncepcja została rozpowszechniona m.in. przez amerykańską biolożkę i filozofkę feministyczną Donnę Haraway oraz amerykańską antropolożkę Annę Tsing w 2019 roku w ramach wspólnej dyskusji naukowej “Reflections of the Plantationocene”.

## Charakterystyka pojęcia
Koncepcja opiera się na założeniu, że system tworzenia plantacji opierających się na pracy niewolników, rozpoczęty po europejskiej ekspansji Nowego Świata, był motorem dla stworzenia węglochłonnego modelu społeczno-gospodarczego opartego na maszynach, który został określony jako punkt przegięcia dla antropocenu.
Termin plantacjocen ma zobrazować skutki transportu różnych form życia, nie tylko ludzkich, pomiędzy strefami geograficznymi, który doprowadził do homogenizacji ekosystemów. Według Anny Tsing motorem całego procesu była ludzka konsumpcja, wspierana przez kapitalizm, industrializację, przymusowe przesiedlenia ludzi i naruszenia praw człowieka.
Plantacja została postawiona w samym centrum “zachodniej nowoczesności” i stała się czynnikiem powodującym zmiany geologiczne, ekologiczne i klimatyczne.